# Sharyhan Osman

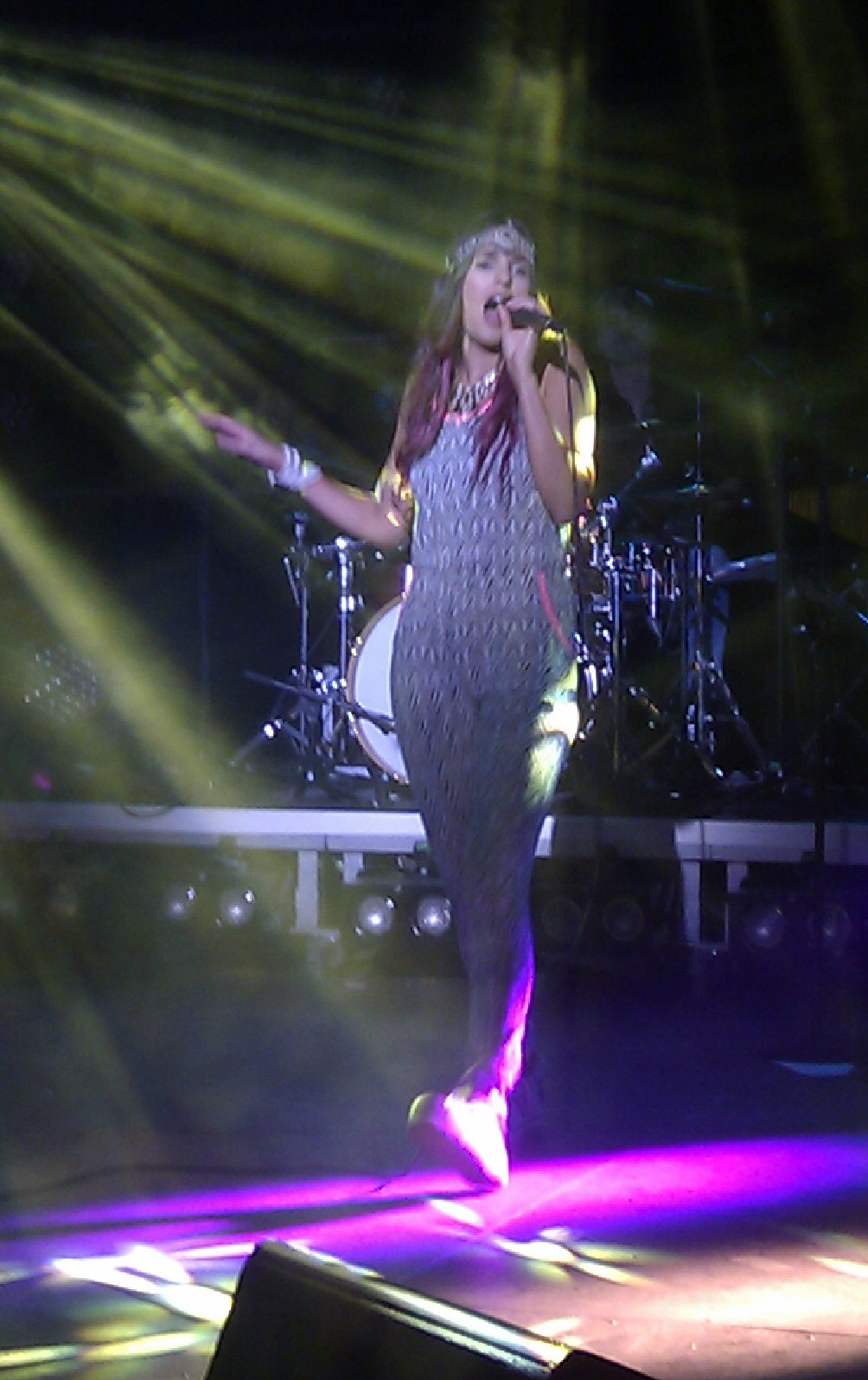
Sharyhan Osman beim Theatron MusikSommer (2014)

Sharyhan Osman  (* 1. September 1986 in München) ist eine deutsch-ägyptische Sängerin, Theaterschauspielerin und Drehbuchautorin.

## Leben
Osman wuchs in einer musikalischen Familie auf: Ihre Mutter ist Opernsängerin, ihr Großvater war Kammersänger, die Brüder der Mutter arbeiten als Schauspieler und einer ihrer Onkel leitete das Hessische Rundfunkorchester. Sie wuchs zunächst in der Heimat des Vaters, in Kairo, auf. Schon im Kindesalter begann sie, Geschichten zu schreiben und Musik zu machen. Später wohnte sie in Deggendorf, nach dem Abitur zog sie nach München.
2005 bewarb sie sich für die RTL-Castingshow Deutschland sucht den Superstar, wo sie die Top 20 erreichte, aber kurz vor den Mottoshows ausschied. Das Management übernahm Viktor Worms. Zusammen mit Produzent Leslie Mandoki nahm sie in den Park Studios in Tutzing ein Album auf, das jedoch nie veröffentlicht wurde.
2010 nahm sie an Unser Star für Oslo, dem deutschen Vorentscheid zum Eurovision Song Contest, teil. Dabei traf sie unter anderem auch auf Meri Voskanian, mit der sie bei DSDS gemeinsam ausschied. Als eine von wenigen Teilnehmern trug sie dabei Eigenkompositionen vor. Letztlich belegte sie den fünften Platz.
Von 2010 bis 2013 sang und spielte sie in Produktionen des Bayerischen Staatsschauspiels mit („Au Mann Schau“ / „Ballade des traurigen Cafés“).
Nach ihrer Teilnahme an USfO nahm sie mit Produzent Philipp Schwär ein Album auf. Im Mai erschien die erste Single Red Carpet, am 24. August folgte die Veröffentlichung des Albums My Year beim Label Jupiter (Sony Music Entertainment). Das Album wurde von Philipp Schwär in den Franz-Plasas-Home-Studios aufgenommen. Neben neuen Liedern sind auch zwei aus USfO bekannte Eigenkompositionen enthalten: Für Feel the Nile ließ sich Osman vom ägyptischen Nil inspirieren, In the City schrieb sie in London.
Im Oktober 2015 kam der Film Kleine Ziege, sturer Bock (Regie: Johannes Fabrick) mit einem von ihr gesungenen und getexteten Song in die deutschen Kinos. Neben Gastauftritten in der Show Joko und Klaas gegen Pro Sieben, sang und schrieb Shary Osman 2019, gemeinsam mit David Reichelt, den Titelsong zum Kinofilm Limbo und der ZDF-Neo-Serie Breaking Even. Mit Mathias Rehfeld komponierte sie den Titelsong zum ARD-Fernsehfilm 12 Tage im Sommer und schrieb den Text zum Titellied der KIKA-Serie Völlig meschugge?!.
Seit 2019 studiert sie außerdem Drehbuch an der Hochschule für Fernsehen und Film in München und konnte im Oktober 2021 den ersten Platz des „Boomerang“ Serienwettbewerbs der Construction Film für sich entscheiden. Gemeinsam mit Alina Sander konzipierte sie das Drehbuch für den Film „The Door of Return“, der auf mehreren Academy Qualifying Festivals lief. Seine Deutschlandpremiere feierte der Kurzfilm 2021 auf den Hofer Filmtagen und wurde bereits auf dem Marché du Film in Cannes gezeigt. Zusammen mit Muschirf Shekh Zeyn schrieb sie das Drehbuch zum Film „A special Day“, der einen Rotary-Preis in der Kategorie „Spielfilm“ erhielt. 2020 war Sharyhan Osman zudem für den „UFA – New Talent Award“ im Rahmen der Berlinale nominiert.

## Filmografie
- 2015: Fünf Freunde 4
- 2015: Verliebt, verlobt, vertauscht
- 2015: Schattenwald
- 2015: SOKO München
- 2020: Die Rosenheim-Cops

## Fernsehauftritte
| Auftritte in Deutschland sucht den Superstar | Auftritte in Deutschland sucht den Superstar | Auftritte in Deutschland sucht den Superstar |
| Show                                         | Lied                                         | Originalinterpret                            |
| -------------------------------------------- | -------------------------------------------- | -------------------------------------------- |
| Zweite Top-20-Show                           | If I Ain’t Got You                           | Alicia Keys                                  |
| Vierte Top-20-Show                           | What If                                      | Kate Winslet                                 |

| Auftritte in Unser Star für Oslo     | Auftritte in Unser Star für Oslo     | Auftritte in Unser Star für Oslo |
| Show                                 | Lied                                 | Originalinterpret                |
| ------------------------------------ | ------------------------------------ | -------------------------------- |
| 2. Ausscheidungsshow                 | I Have Nothing                       | Whitney Houston                  |
| 3. Ausscheidungsshow                 | Feel the Nile                        | Eigenkomposition                 |
| 4. Ausscheidungsshow                 | Is You Is or Is You Ain’t My Baby    | Renee Olstead                    |
| 5. Ausscheidungsshow                 | In the City                          | Eigenkomposition                 |
| 6. Ausscheidungsshow (Viertelfinale) | You've Got the Love                  | Florence and the Machine         |
| 6. Ausscheidungsshow (Viertelfinale) | Never Felt the Way That I Feel Today | Eigenkomposition                 |

## Diskografie
- 2012: Red Carpet (Download-Single)
- 2012: My Year (Album, Jupiter)[8]